# Mecklenburgisch-Vorpommersches Küstengebiet
Das Mecklenburgisch-Vorpommersche Küstengebiet bezeichnet einen Naturraum im Nordosten Deutschlands, der sich entlang der Ostseeküste des Bundeslandes Mecklenburg-Vorpommern erstreckt. Es gehört zu den naturräumlichen Großregionen Deutschlands.

## Geografie
Das Mecklenburgisch-Vorpommersche Küstengebiet erstreckt sich von der deutsch-polnischen Grenze im Osten bis zur Grenze zu Schleswig-Holstein im Westen und schließt sowohl Festlandküsten als auch zahlreiche Inseln und Halbinseln ein. Zu den wichtigsten Inseln zählen Rügen, Usedom, Hiddensee und Poel. Die Küste ist geprägt von flachen Stränden, Steilküsten, Boddengewässern und Lagunen, die ein komplexes und dynamisches Ökosystem bilden.

## Naturräume und Umwelt
Das Küstengebiet ist Teil des Nationalparks Vorpommersche Boddenlandschaft und des Nationalparks Jasmund auf Rügen, die Schutzgebiete mit internationaler Bedeutung darstellen. Die Region weist eine große Artenvielfalt auf, darunter viele seltene und bedrohte Tier- und Pflanzenarten. Besonders hervorzuheben sind die Vogelzugrouten, die das Gebiet zu einem wichtigen Rast- und Brutgebiet für Zugvögel machen.
Die Boddengewässer, flache Lagunen zwischen Festland und Inseln, bieten einen wertvollen Lebensraum für Fische, Muscheln und Seevögel und sind bedeutend für die Fischerei.

## Geschichte und Kultur
Das Mecklenburgisch-Vorpommersche Küstengebiet ist historisch stark von den slawischen Stämmen, den Hanseaten und später vom deutschen Königreich geprägt worden. Die Hansestädte wie Stralsund und Greifswald waren wichtige Handelszentren und besitzen heute noch gut erhaltene historische Altstädte, die zum UNESCO-Welterbe zählen.
Die Küstenregion war traditionell von Fischerei, Schiffbau und Handel geprägt. Heute spielen neben dem Tourismus auch Naturschutz und nachhaltige Nutzung der Küstenressourcen eine wichtige Rolle.

## Wirtschaft und Tourismus
Der Tourismus ist eine der wichtigsten Wirtschaftssäulen der Region. Beliebte Urlaubsziele sind die Ostseebäder auf Rügen und Usedom mit ihren Sandstränden, Seebrücken und historischen Bäderarchitekturen. Das Gebiet bietet zudem zahlreiche Freizeitmöglichkeiten wie Radfahren, Wandern, Segeln und Vogelbeobachtung.
Die Fischerei und Aquakultur sind weiterhin bedeutende Wirtschaftszweige, wobei Nachhaltigkeit und Umweltverträglichkeit zunehmend in den Fokus rücken.

## Verkehr und Infrastruktur
Das Küstengebiet ist durch ein Netz von Straßen, Fährverbindungen und regionalen Bahnlinien gut erschlossen. Der Hafen von Rostock gilt als einer der wichtigsten Ostseehäfen Deutschlands und dient als Umschlagplatz für Güter sowie als Ausgangspunkt für Passagier- und Fährverbindungen.